# Gogołów
Pour l’article homonyme, voir Gogołów (Basse-Silésie).
Gogołów est un village du sud-est de la Pologne situé dans la voïvodie des Basses-Carpates. Il fait partie de la gmina de Frysztak (commune rurale) et du powiat de Strzyżów. La population du village s'élève à 1 163 habitants en 2011.

## Géographie
|              | Kamienica Górna | Huta Gogołowska |
| Januszkowice | Gogołów         | Glinik Górny    |
|              | Sowina          | Lublica         |

Gogołów se situe à 8,4km de Frysztak, 12,3km de Jasło, et 20,9km de Strzyżów.